# Mauro Marani
Mauro Marani (ur. 9 marca 1975 w San Marino) – sanmaryński piłkarz występujący na pozycji obrońcy, reprezentant San Marino w latach 1998–2009.

## Kariera klubowa
Wychowanek klubu SS Cosmos, w którym występował w latach 1991–1996 i zdobył Puchar San Marino 1995. W latach 1996–1998 grał we włoskich klubach z amatorskich kategorii rozgrywkowych. W latach 1998–2011 występował w SS Juvenes, AC Juvenes/Dogana, Serenissima Juvenes Dogana, SS Murata, SS Pennarossa oraz SP La Fiorita. W barwach SS Pennarossa wywalczył mistrzostwo (2003/04) oraz dwukrotnie Puchar San Marino (2004, 2005).

## Kariera reprezentacyjna
10 października 1998 roku zadebiutował w reprezentacji San Marino w przegranym 0:5 meczu z Izraelem w ramach eliminacji Mistrzostw Europy 2000. Wyszedł na boisko w podstawowym składzie i rozegrał pełne spotkanie. Był to zarazem pierwszy mecz Giampaolo Mazzy na stanowisku selekcjonera drużyny narodowej. 15 października 2008 roku w meczu z Irlandią Północną (0:4) Marani został ukarany czerwoną kartką za faul na Michaelu O'Connorze. Decyzją Komisji Dyscyplinarnej UEFA został zawieszony na 3 spotkania międzynarodowe i ukarany grzywną w wysokości 2500 euro. Ogółem w latach 1998-2009 rozegrał on w reprezentacji 24 spotkania, nie zdobył żadnej bramki.

## Życie prywatne
Brat Michele Maraniego.

## Sukcesy
SS Cosmos
- Puchar San Marino: 1995

SS Pennarossa
- mistrzostwo San Marino: 2003/04[1]
- Puchar San Marino: 2004, 2005